# Fabian Fesinger
Fabian Fesinger (zm. w 1767 lub 1768) – rzeźbiarz lwowski.

## Życiorys
Tadeusz Mańkowski uważał, że Fabian był pierwszym Fesingerem, działającym we Lwowie i okolicach około połowy XVIII w. Badacze przypuszczają, że Fesingerowie wywodzili się z południowych Niemiec, może z Bryzgowii. Nie można jednak wykluczyć, iż ich sztuka uformowała się w Górnej Austrii. Nie ma żadnych przesłanek źródłowych, które pozwalały by zidentyfikować jego rzeźbiarskie dzieła. Paweł Freus uważa, iż zapewne jego bratem był wybitny architekt i rzeźbiarz lwowski Sebastian Fesinger. Tadeusz Mańkowski nazywał natomiast Sebastiana Fesingera synem lub może bratem młodszym Fabiana. 
Zdaniem Mańkowskiego jemu można było by przypisać: kolumnę Jana z Dukli z jego figurą, ustawioną przed kościołem Bernardynów we Lwowie w 1736 roku (trzy lata po beatyfikacji świętego, fundatorem rzeźby był Seweryn Michał Rzewuski), oraz kamienną figurę Niepokalanego Poczęcia Najśw. Maryi Panny przed fasadą kościoła Franciszkanów w Przemyślu. Paweł Freus uważa, że niewykluczone, iż Fabian i Sebastian wykonywali szereg zleceń wspólnie. Także twierdzi, iż Fabianowi przypisuje się autorstwo czterech z szesnastu drewnianych figur personifikujących zakony rządzące się regułą augustiańską oraz rzeźbę św. Augustyna w tamburze kopuły kościoła Dominikanów we Lwowie (ok. 1760-1764).